# The Woman from Warren's
The Woman from Warren's é um filme norte-americano de 1915, do gênero drama, dirigido por Tod Browning e distribuído pela Mutual Film Corporation.

## Elenco
- Billy Hutton – Alice Thompson
- F. A. Turner – Fred Thompson (como Fred A. Turner)
- Charles West – Hanson Landing
- Lucille Young – Wynona Ware